# 화왕군
화왕군(火王郡)은 지금의 경상남도 창녕군의 전신인 통일신라 삽량주에 속했던 행정구역이다. 속현으로는 지금의 대구광역시 달성군 현풍읍에 위치했던 현효현(玄驍縣)이 있었다.

## 고적
- 삼량화정(三良火停)

건원(建元) 9년(544년)에 설치되었던 신라의 10정이 위치했던 곳. 지금의 달성군 현풍읍에 위치했다. 금색(衿色)은 흑색(黑色)이었다.
- 포산(苞山)

지금의 대구광역시 비슬산. 신라 시절에 관기와 도성(道成)이라는 스님의 사랑이 전해지는 곳이라고 한다. 도성이 관기를 찾으면 나무가 남쪽으로 구부러지고, 그 반대일 때는 나무가 모두 북쪽을 향했다고 한다.
- 대견사(大見寺)

지금의 대구광역시 비슬산에 소재한 사찰. 당 문종이 절을 지을 곳을 찾고 있었는데, 얼굴을 씻으려고 떠놓은 대야의 물에 아주 아름다운 경관이 나타났다. 이곳이 절을 지을 곳이라 생각한 문종은 사신을 파견하여 찾게 하였다. 결국, 중국에서는 찾을 수 없게 되자 신라로 사람을 보내어 찾아낸 곳이 이 절터이다. 이 터가 대국에서 보였던 절터라 하여 절을 창건한 뒤 대견사라 하였다는 전설이 전한다. 헌덕왕 때 창건되었다.